# فرودگاه شنگرو سنگینگشن
فرودگاه شنگرو سنگینگشن (به انگلیسی: Shangrao Sanqingshan Airport) یک فرودگاه همگانی است . این فرودگاه در کشور چین قرار دارد .